# Love (film 2015)
Love è un film del 2015 scritto e diretto da Gaspar Noé.
Appartentente al genere erotico–drammatico, le attrici debuttanti Aomi Muyock e Klara Kristin sono affiancate da Karl Glusman.

## Trama
Murphy è un giovane studente di una scuola di cinema, e Electra è la sua ex-fidanzata, frequentata per due anni prima di tradirla con un'altra ragazza chiamata Omi, rimasta poi incinta. La gravidanza inaspettata di Omi pone fine al fidanzamento di Electra e dello studente. Un giorno come tanti Murphy riceve una telefonata da Nora, la madre di Electra, che gli chiede se ha delle informazioni su sua figlia, dato che lei non ne riceve da diverso tempo. Così il protagonista inizia a ripercorrere la sua turbolenta e sregolata vita sentimentale con Electra.

## Produzione
Le due protagoniste di Love, Aomi Muyock e Klara Kristin, interpretano il loro primo ruolo sul grande schermo. Il regista Gaspar Noé le ha conosciute in un club. Il protagonista maschile, Karl Glusman, è stato invece contattato grazie ad un amico in comune.
Il budget del film ammontava a circa 2,6 milioni di dollari. La fotografia è stata affidata al belga Benoît Debie e le riprese si sono svolte principalmente a Parigi. Noé ha dichiarato che la sceneggiatura del lungometraggio era lunga sette pagine.
In un'intervista pre-pubblicazione fatta con Mafia Journal, Noé ha lasciato intendere che il film avrebbe avuto un aspetto sessuale esplicito. Ha affermato che «darà erezioni ai ragazzi e farà piangere le ragazze». Love è degno di nota per le sue scene di sesso non simulate. Secondo National Public Radio, «circa la metà di Love di Gaspar Noé consiste in atti sessuali crudi e non simulati – addirittura presentati in 3D». Nella maggior parte dei casi, le scene di sesso non erano coreografate.

## Distribuzione
Il film è stato presentato per la prima volta il 20 maggio 2015 al Festival di Cannes, mentre è stato distribuito nelle sale francesi dal 15 luglio dello stesso anno. In Italia è stato presentato il 14 gennaio 2016 a Torino, durante il festival internazionale di cinema erotico Fish&Chips Film Festival.
Al film non è stato dato il permesso per la proiezione in Russia.

## Divieti
Il film è vietato ai minori di 18 anni per la presenza di contenuto fortemente esplicito.

## Riconoscimenti
- 2015 – Festival di Cannes
  - Candidatura per la Queer Palm